# Шиловский заказник
Шиловский заказник — государственный природный биологический заказник в Красноборском районе Архангельской области.

## История
Шиловский заказник был образован в мае 1969 года, с целью сохранения и восстановления редких и ценных в хозяйственном отношении охотничьих животных, решением исполнительного комитета Архангельского областного Совета народных депутатов от 30.05.1981 № 16/10. В 1980 году вышло решение исполнительного комитета Архангельского областного Совета народных депутатов от 18.01.1980 № 25 «О расширении территории Шиловского охотничьего заказника». Площадь заказника — 23,9 тыс. га.
Для мониторинга оленей в Шиловском заказнике установлено десять фотоловушек.

## Расположение
Заказник расположен на территории уникальных живописных сосновых боров беломошников, на которых произрастают редкие виды сосудистых растений (прострел раскрытый, тимьян ползучий) и которые подлежат охране и бережному использованию.
Болота разных типов имеют важное значение в поддержании гидрологического режима территории заказника.
Пойма реки Северная Двина характеризуется хорошей обводненностью, наличием озёр, ручьев, проток, которые обусловливают мозаичность растительного покрова, На этой территории обитают (кулик-сорока и большой веретенник). Также в участках поймы реки С. Двина произрастает липа сердцелистная, ольха чёрная, ирис сибирский, которые являются редкими и нуждаются в охране. Кроме того, здесь обитает небольшая колония малой крачки занесённой в Красную книгу РФ. В разнотравных лесах обитают млекопитающие: барсук и летяга, птицы ястреб-перепелятник, дербник. На территории Шиловского заказника обитает самое южное стадо диких лесных северных оленей (Rangifer tarandus tarandus L.), занесённых в Красную книгу Архангельской области. Для сохранения красноборской группировки северного оленя специалисты предлагают увеличить территорию Шиловского заказника примерно на 30 тыс. га.

## Описание
Описание границ:
- Северная — от северо-западного угла кв. 181 Черевковского участкового лесничества Верхнетоемского лесничества, по северным границам кв. 181, 182, 183, 184, 185 до северо-восточного угла кв. 185;
- Восточная — от северо-восточного угла кв. 185, по восточным границам кв. 185, 193, 209 Черевковского участкового лесничества Верхнетоемского лесничества, кв. 88 и 106 Праводвинского участкового лесничества Красноборского лесничества;
- Южная — от восточной границы кв. 106 по разделу бора и поймы у полоя Тихая, далее с переходом на луг у запани Пермогорье, затем вдоль правого берега полоя Тихая с переходом до реки Северной Двины, по правому берегу реки Северной Двины до восточной просеки кв. 200 Черевковского участкового лесничества, включая Мокину курью, далее по косогору бора до северной границы кв. 200 Черевковского участкового лесничества;
- Западная — по северным границам кв. 200, 201, 202, 203, западным границам кв. 198, 189, 181 до северо-западного угла кв. 181 Черевковского участкового лесничества.